# Октавія (Небраска)
Октавія (англ. Octavia) — селище (англ. village) в США, в окрузі Батлер штату Небраска. Населення — 107 осіб (2020).

## Географія
Октавія розташована за координатами 41°20′51″ пн. ш. 97°3′33″ зх. д. / 41.34750° пн. ш. 97.05917° зх. д. (41.347455, -97.059125).  За даними Бюро перепису населення США в 2010 році селище мало площу 0,41 км², уся площа — суходіл.

## Демографія
Згідно з переписом 2010 року, у селищі мешкало 127 осіб у 49 домогосподарствах у складі 33 родин. Густота населення становила 306 осіб/км².  Було 53 помешкання (128/км²).
Расовий склад населення:
| - 89,8 % — білих - 7,1 % — осіб інших рас |

До двох чи більше рас належало 3,1 %. Частка іспаномовних становила 13,4 % від усіх жителів.
За віковим діапазоном населення розподілялося таким чином: 24,4 % — особи молодші 18 років, 65,4 % — особи у віці 18—64 років, 10,2 % — особи у віці 65 років та старші. Медіана віку мешканця становила 35,9 року. На 100 осіб жіночої статі у селищі припадало 119,0 чоловіків;  на 100 жінок у віці від 18 років та старших — 108,7 чоловіків також старших 18 років.
Середній дохід на одне домашнє господарство  становив 55 890 доларів США (медіана — 55 893), а середній дохід на одну сім'ю — 56 702 долари (медіана — 55 000). За межею бідності перебувало 6,3 % осіб, у тому числі 0,0 % дітей у віці до 18 років та 13,3 % осіб у віці 65 років та старших.
Цивільне працевлаштоване населення становило 82 особи. Основні галузі зайнятості: виробництво — 42,7 %, будівництво — 24,4 %, роздрібна торгівля — 13,4 %, науковці, спеціалісти, менеджери — 11,0 %.